# Miscanti-tó
A Miscanti-tó egy tó Chile északi részén, a Los Flamencos Nemzeti Rezervátum területén.
A szívhez hasonló alakú, körülbelül 15 km2-es tó Antofagasta városától körülbelül 270 km-re keletre, a tenger szintje felett több mint 4000 méterrel található az Andok egy fennsíkján, több vulkánnal körülvéve, köztük az 5622 méteres Miscanti és az 5910 méteres Miñiques. Közelében, a parttól mintegy 5 km távolságra halad el a 23-as főút. Tőle délre található a kisebb, de hasonló Miñiques-tó, mindkettő jégolvadásból származó felszín alatti vizekből alakult ki. A környék jellegzetes állatai a chilei flamingók, az ormányos szárcsák, a copfos récék, a dél-amerikai csörgő récék, az andoki sirályok, az ezüstvöcskök, a Baird-partfutók és az emlősök közül a vikunyák.
A terület látogatásáért belépődíjat kell fizetni. A legkönnyebb megközelítés az innen 115 km-re fekvő San Pedro de Atacama városából indul, ahonnan a 86 km-re fekvő Socaire irányába kell indulni, majd onnan délnyugat–dél felé továbbmenve lehet elérni az elágazást, ahol balra letérve a tóhoz juhatunk.

## Képek

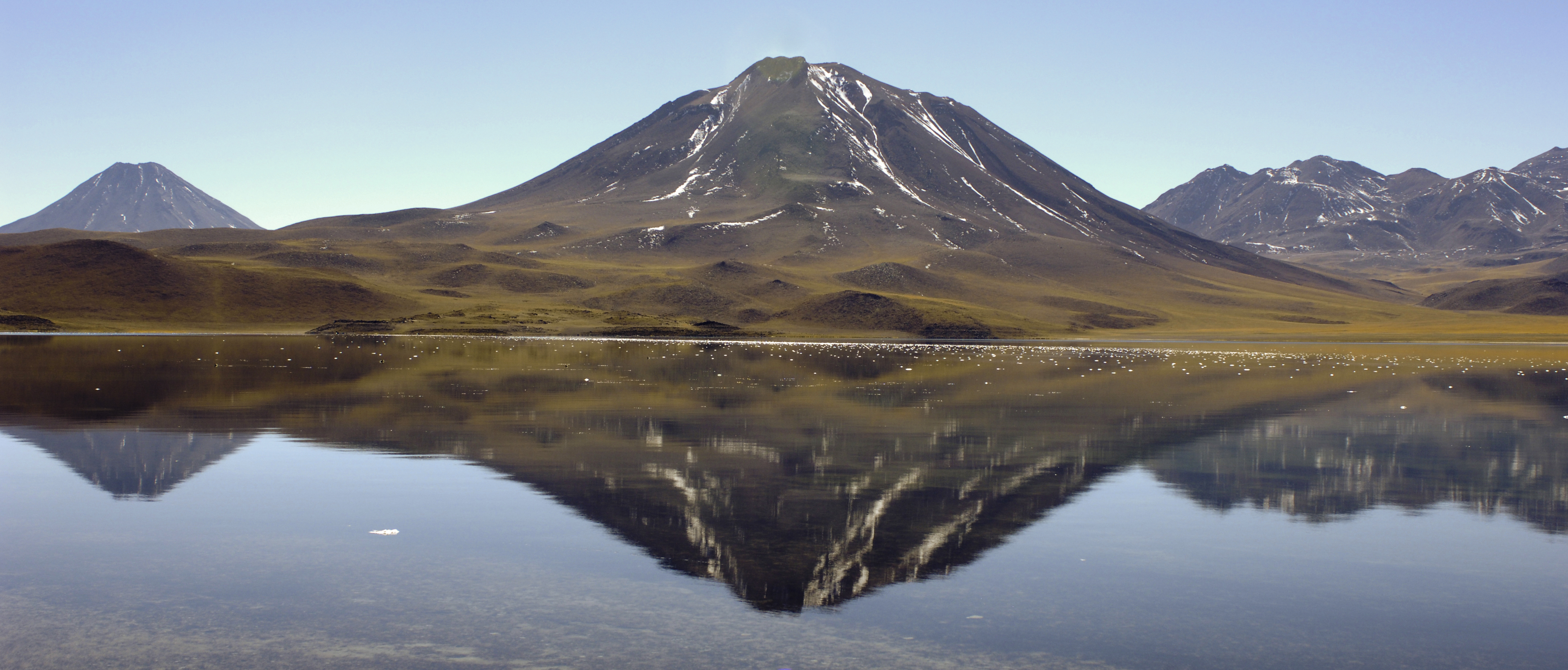
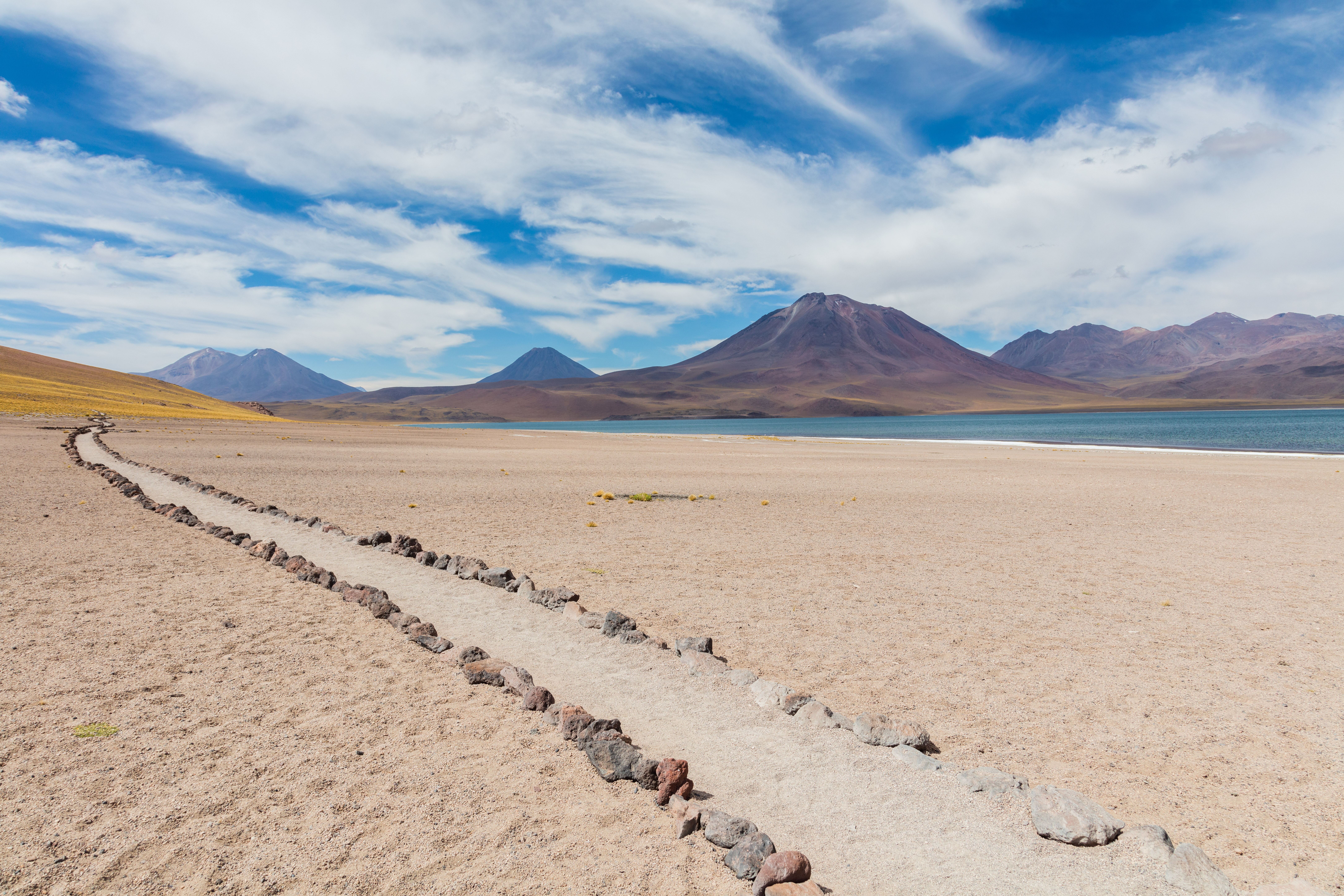
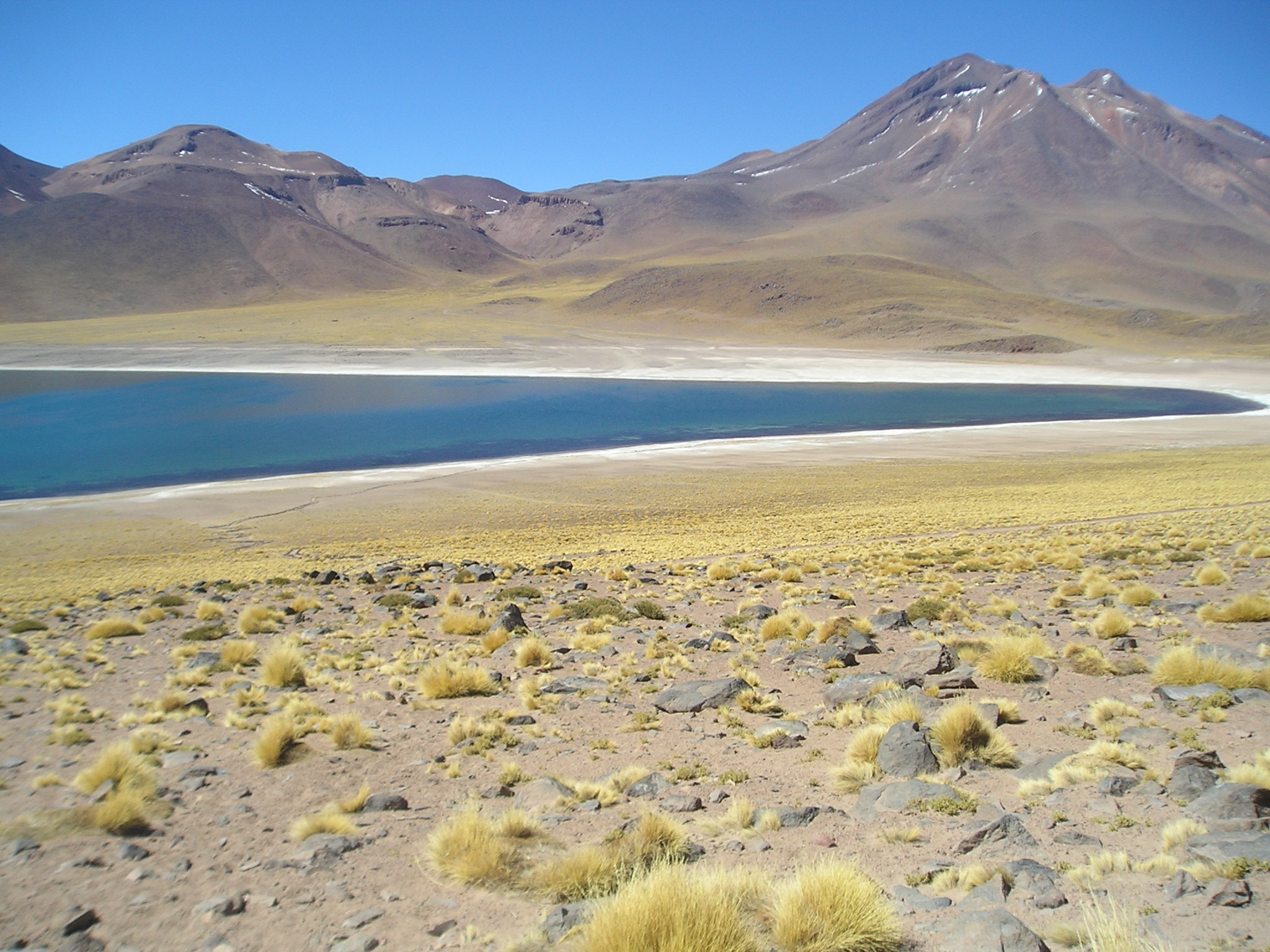
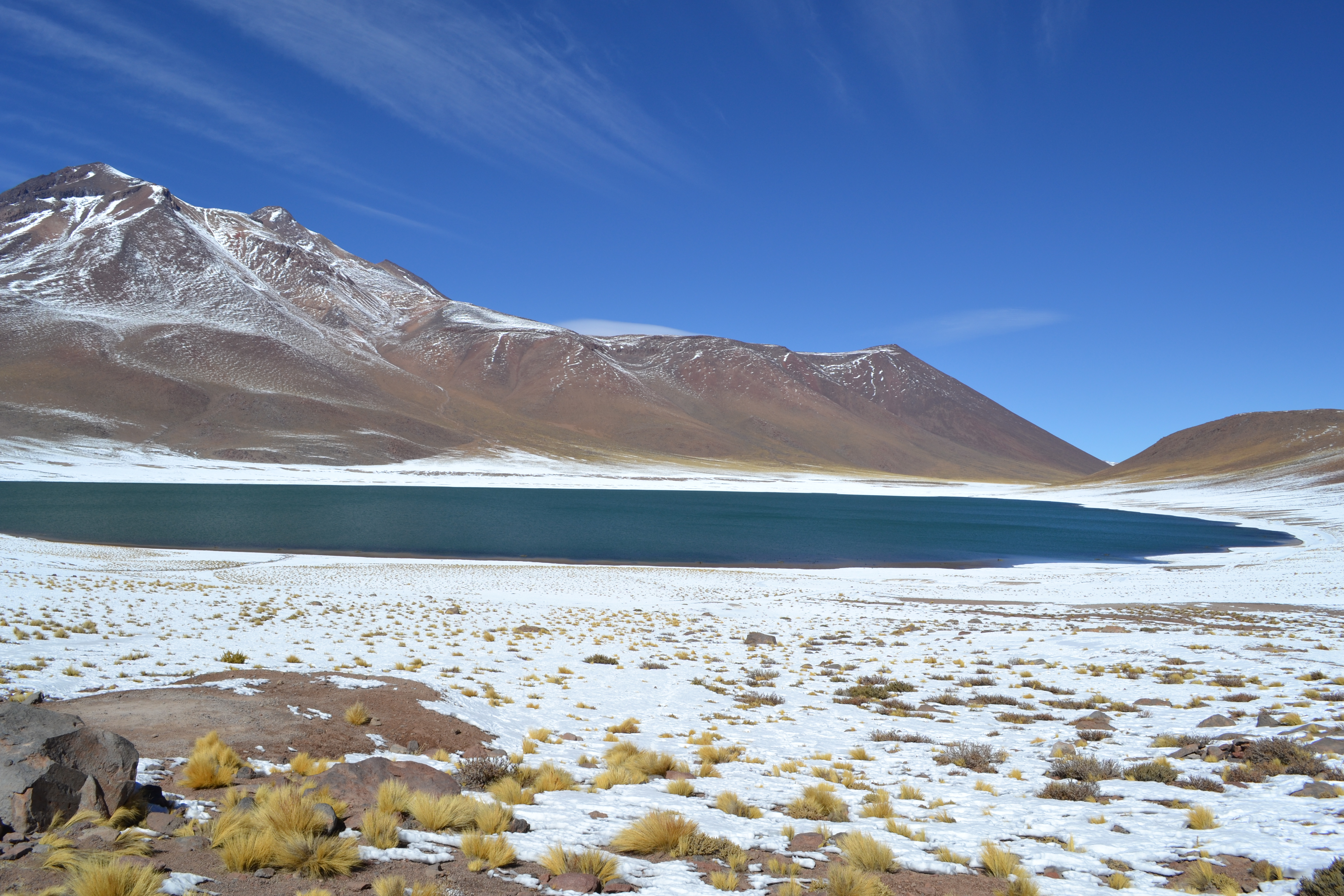